# Legat (römisches Recht)
Das Legat (lateinisch legatum) bezeichnete im römischen Recht ein Vermächtnisgeschäft. Es wurde testamentarisch oder in einem Kodizill bestellt und umfasste – im Gegensatz zur universalsukzessiven Wirkung einer Erbschaft – die Zuwendung einzelner Gegenstände von Todes wegen.
Bedeutung erlangte das Legat in der vorklassischen und klassischen Jurisprudenz bei der Durchsetzung wirtschaftlicher und politischer Standesinteressen einer begüterten römischen Oberschicht.

## Grundzüge und Arten
Das Legat, seinem Rechtscharakter nach eine „Verfügung von Todes wegen“, war bereits im antiken Rom von der „Schenkung von Todes wegen“ (donatio mortis causa) abzugrenzen. Eine „Schenkung von Todes wegen“ war kein bloßes Schenkungsversprechen auf den Tod des Erblassers, sie wurde noch unter Lebenden vollzogen. Da beide Fälle erfasst waren, kann dahinstehen, ob der Erblasser aufgrund drohender Todesgefahr verfügte oder kein Zusammenhang mit der Furcht vor einem unmittelbaren Ableben bestand.
Wenige Einzelheiten machten die Abgrenzung zwischen Legat und Fideikommiss erforderlich. Zwei Unterschiede waren markant. So war das Fideikommiss nicht an die sonst übliche Formstrenge angelehnt und enthielt zudem Bestimmungen, die auflagenähnlich waren und mit denen der Erblasser dem Erben Erfüllungsansprüche auferlegte. Damit traf den Erben eine Beschwer, die zwar lange – bis sie klagbar wurde – nur als „Bitte“ (rogo, volo) formuliert war, aber die Anordnung enthielt, dass Gegenstände oder Leistungen aus dem Nachlass, gegebenenfalls die gesamte Erbschaft oder Bruchteile daraus an einen Dritten weiterzureichen waren. Ohne dass die Nacherbschaft (vgl. etwa § 2100 BGB) institutionell in Rom bereits bekannt gewesen wäre, trug das Fideikommiss bereits Züge dieses generationenübergreifenden Instituts.
Die neben den Legaten stehenden „Einzelerwerbsformen von Todes wegen“ wurden im Wesentlichen nicht weiter differenziert, anders war es innerhalb der Fallgruppe der Legate selbst. Dort wurden vier Grundtypen unterschieden. Aller Gemeinsamkeit bestand zunächst darin, dass die Zuwendungen testamentarisch angeordnet werden mussten, entweder also durch Testament oder durch ein Kodizill, denn gesetzliche Legate waren in der römischen Rechtsordnung nicht vorgesehen. Vermutet wird, dass alle Legate ihren Ursprung in der Zwölftafelzeit haben, also über lange Zeit rechtsüblich waren. Dahinter aber dienten die Legate unterschiedliche Funktionen. So gab es umfassend dinglich wirkende Vindikationslegate (Grundtyp: legatum per vindicationem) mit der Spruchformel: „ich gebe, ich vermache“ (do lego). Vindikationslegate zielten auf individuelle Sachüber- oder -herausgabe ab. Daneben standen die persönlich bindenden Damnationslegate (Grundtyp: legatum per damnationem), die ursprünglich nur für Geldleistungen genutzt wurden, später aber dann viel allgemeiner verwendet wurden, für alle möglichen (un-)bestimmten Leistungen. Die Spruchformel dazu lautete: „Der Erbe soll verpflichtet sein“ (damnas esto). 
Der dinglich bedachte Legatar konnte die Herausgabe einer ihm zugewandten Sache mit der rei vindicatio verfolgen, da er mit dem Erbschaftsanfall stets unmittelbarer Eigentümer mit allen Nutzungsrechten (ususfructus) und Dienstbarkeiten (servitutes) wurde. Der mit einer (Geld-)Leistung bedachte Damnationslegatar erhielt einen schuldrechtlichen Anspruch, den er mit der der actio ex stipulatio nahestehenden actio ex testamento verfolgen konnte. Eine vergleichbare Regelung zum Vindikationslegat findet sich nicht in der deutschen Rechtsordnung, aber im 1014 Code civil, wohingegen das Damnationslegat sich heute im § 2174 BGB findet.
Neben diesen beiden Hauptgruppen von Legaten gab es noch das bis heute in vielen Rechtsordnungen verankerte Vorausvermächtnis (legatum per praeceptionem) des Miterben (Präzeptionslegat). Die Spruchformel lautete: „Er soll vorwegnehmen“
(praecipito). In der Rechtsschule der Sabinianer und Prokulianer stand in Streit mit welcher Rechtswirkung das Präzeptionslegat auszugestalten war. Die Prokulianer befürworteten ein Vindikationslegat mit dinglicher Wirkung auch für den Nichterben, wohingegen die Sabinianer eine dingliche Wirkung ausschließlich für den Erben zuließen.
Zum vierten wurde ein Mischlegat kreiert, das dingliche und obligatorische Wirkungen vereinte, das legatum sinendi modo (Legat mit Duldungspflicht). Die Spruchformel lautete: „Der Erbe soll zur Duldung verpflichtet sein“ (damnas esto sinere). Der Erbe musste also die Wegnahme der vermachten Sache durch den Legatar dulden. Dabei wurden die Vorteile der beiden Hauptlegate gemischt, was mit der Zeit so sehr überzogen wurde, dass die Überschneidungen kaum mehr Abgrenzungen zuließen. Häufig diente dieses Legat als Befreiungsvermächtnis. In der Praxis überschnitten sich die Legate mit der Zeit so sehr, dass das (obligatorische) Damnationslegat mit seiner vielseitigen Verwendbarkeit auf alle ursprünglichen Interessen der Vermächtnisauseinandersetzung angewendet wurde.
Keinen eigenen Legatstyp, sondern lediglich modifizierte Erscheinungsformen von Legaten waren noch das Wahlvermächtnis (optio legata) und das Teilungsvermächtnis (partitio), das auch für Gesetzesumgehungen genutzt wurde.

## Wirksamwerden
Grundvoraussetzung für gewillkürte Erbfolgen war, dass der Erblasser testierfähig war (testamenti factio), daneben traten die Kaduzitätsbestimmungen der augusteischen Ehegesetze.
Legate wurden wirksam, wenn die Testamentserbfolge eintrat. Abgestellt wurde auf den dies cedens. Zumeist war das auch für den Legatserwerb der Todeszeitpunkt des Erblassers. Das galt nicht ausnahmslos, denn mit Erlass der lex Papia Poppaea (Bestandteil der augusteischen Ehegesetze) wurde die Wirksamkeit auf einen späteren Zeitpunkt verschoben, auf die Testamentseröffnung. Auch konnten Befristungen und Bedingungen den dies cedens zudem beeinflussen, er trat dann unter den bestimmungsgemäßen Bedingungen ein (im untechnischen Sprachgebrauch: dies veniens). In Ausnahmefällen war der tatsächliche Erbantritt ausschlaggebend für die Wirksamkeit beim Legatar.
Für die Wirksamkeit des Legats musste der Legatar grundsätzlich seinen Erwerbswillen bekunden, denn das Legat galt bis zu diesem Zeitpunkt als herrenlos. Vornehmlich allerdings beriefen sich die mit den Sabinianern rivalisierenden Vertreter der prokulianischen Rechtsschule auf diesen Standpunkt, während die Sabinianer ihr Augenmerk eher auf die Rechtsschwerpunkte der häufigen Ausschlagungen von Legaten legten. Die Rechtsfolge einer Ausschlagung war, dass das Legat als nie erworben galt.
Bei Mitlegatarverhältnissen war zwischen den Rechtsfolgen dinglich beziehungsweise obligatorisch wirkender Legate zu unterscheiden, wenn einer der Mitlegatare vor dem dies cedens verstarb oder das Legat ausschlug. Bei den Vindikationslegaten fand Anwachsung bei den verbliebenen Legataren an, bei Damnationslegaten profitierten nicht die verbliebenen Legatare, sondern der Erbe.

## Legatsbeschränkungen
Schon während der Republik wurden sogenannte „Luxusgesetze“ erlassen, die das Zerstreuen von Vermögen und die Höhe von Legaten beschränken sollten. Allerdings waren die Plebiszite unzureichend konzipiert, denn es wurden zwar die Legate der Höhe nach beschränkt, nicht aber der Anzahl nach, sodass die Gesetze jederzeit ausgehöhlt werden konnten. In diesem Zusammenhang standen die unergiebigen leges Furia und Voconia. Die Gesetze waren unzureichend für die Bekämpfung der Überlastung von Erbschaften, was zu serienweisen Ausschlagungen führte.
Erst das Erbenschutzprogramm der lex Falcidia gebot dem Treiben Einhalt. Das Gesetz ordnete als Erbschaftsmindestwert für den Verbleib die Quart an, was bedeutete, dass dem Erben – nach Auseinandersetzung – jedenfalls ein Viertel des Erbes erhalten bleiben musste (quarta falcidia). Entsprechend waren die Legate zu kürzen.